# Appassionatamente (film 1954)
Appassionatamente è un film del 1954 diretto da Giacomo Gentilomo, tratto dal dramma teatrale La Dame de Saint-Tropez di Auguste Anicet-Bourgeois e Adolphe d'Ennery.

## Trama
XIX secolo. La famiglia d'Alberti, composta dal padre, il conte d'Alberti, il figlio Giorgio e la figlia Elena, è a un passo dal fallimento. Nel tentativo di rimediare, il conte e il figlio decidono di vendere una delle loro ville attraverso un'asta, ma il giorno prima che questa abbia luogo, il ricco Andrea Morandi, proprietario di diverse miniere, decide di acquistare la villa in nome dell'amore che prova per la giovane e bella Elena.
Affinché la famiglia non gli debba riconoscenza, Andrea riferisce al notaio che non vuole che si sappia che sia lui il compratore. Purtroppo il suo nobile gesto non è sufficiente a risolvere definitivamente lo stato economico della famiglia.
Elena viene messa al corrente della situazione, di cui era all'oscuro, dal fratello; mentre tornano a casa sventano appena in tempo un tentativo di suicidio del padre, a cui era giunto per evitare l'onta del fallimento. Rimane un'unica soluzione per salvare la famiglia dal fallimento: che Elena sposi Andrea. Ma la fanciulla è sentimentalmente legata ad un giovane medico, Carlo, che per fare carriera sta per partire per l'Africa. Tuttavia il loro amore non è destinato a durare : infatti la famiglia e l'amica Ortensia Duprè, moglie del notaio Duprè, convincono Elena a sposare il signor Morandi, nonostante lei non provi per lui nessun sentimento. Nel momento in cui Andrea chiede ad Elena se lo ami, la giovane con un cenno risponde di sì; dunque l'uomo si reca dal padre di lei per chiederne la mano. Nello stesso momento Elena corre alla stazione dove sta per partire il treno di Carlo, ma riesce solo a salutarlo perché il treno era appena partito.
Il giorno del matrimonio è arrivato; tutti sono felici meno la giovane sposa. Dopo la cerimonia gli sposi partono alla volta della casa di Andrea, dove Elena fa la conoscenza dei fratelli Paola e Antonio, cugini del marito, e di Giannina, la domestica che le viene affidata. Sin dall'inizio Paola guarda con disprezzo la giovane Elena, perché secondo lei le ha sottratto il suo ruolo di padrona di casa. Inoltre, segretamente ha sempre voluto sposare il cugino per diventare a tutti gli effetti la padrona indiscussa. La sera de suo arrivo, Elena dichiara al marito di non amarlo e di averlo sposato solo per salvare il padre dal fallimento. Andrea è molto rattristato, ma volendo evitare lo scandalo decide che agli occhi degli estranei saranno marito e moglie, ma che ognuno potrà fare della propria vita ciò che vuole. I giorni passano uguali e avvilenti per Elena, il cui unico conforto è la presenza di Giannina. Col passare del tempo Elena si accorge di provare qualcosa per il marito, ma questi la tiene a distanza pensando che lei non lo ami.
Affinché più persone al villaggio possano trovare lavoro, Andrea decide di aprire un nuovo tunnel in una delle sue miniere. Chiederà poi ad Elena di organizzare un ricevimento per l'inaugurazione ufficiale della nuova galleria. La donna per l'occasione modifica in parte la disposizione dei mobili della villa e si occupa di acquistare le decorazioni per la sala, facendo arrivare dalla città una nuova uniforme per la servitù. Paola a tutto ciò reagisce male e adirata tenta di riportare tutto come prima, ma è fermata da Andrea, il quale dichiara che la sua sposa in queste circostanze è sicuramente più capace di loro. Il giorno del ballo Elena confida all'amica Ortensia di amare Andrea. Mentre Ortensia si cambia d'abito si ricorda di avere una lettera per Elena da parte di Carlo, ma la getta nel camino in quanto segno di un passato ormai scomodo.
Durante le danze, Andrea ed Elena ballano un valzer durante il quale nessuno dei due ha occhi per nessun altro. Contemporaneamente Paola entra nella stanza della donna e nel camino trova la lettera che il fuoco non aveva bruciato, e chiede al fratello di consegnarla ad Andrea. Nella lettera Carlo dichiarava il suo amore per Elena affermando che nessuno li potrà mai più separare. Al leggere queste righe, Andrea decide di allontanare sua moglie facendola partire assieme ad Ortensia. Tornato nella sala da ballo Elena, ignara di tutto ciò, ordina un altro valzer con il marito, ma questi rifiuta.
Ormai rassegnata, Elena parte con gli amici Duprè. Ma al momento di salire sul treno la campana d'allarme della miniera suona minacciosa, così Elena accorre sul posto. Un'intera squadra di minatori è rimasta bloccata nel nuovo tunnel e Andrea è sceso con una squadra a salvarli: dopo momenti di angoscia i minatori escono sani e salvi, ma Andrea è rimasto bloccato all'interno e quando è portato fuori è privo di sensi. Elena si occupa di lui, gli dà le medicine e lo accudisce con amore. Allora Paola e Antonio architettano un complotto contro Elena: sostituiscono la bottiglietta delle medicine con dell'arsenico per avvelenare il cugino facendo ricadere la colpa su Elena e diventare padroni di tutto. Andrea si risveglia, la moglie gli dichiara il suo amore, ma dopo pochi istanti l'uomo si sente soffocare, ritornando in uno stato di incoscienza.
Quando poi si riprende, la sua salute rimane malferma nonostante la terapia. Per questo motivo il medico decide di farlo visitare da un suo collega appena tornato dall'Africa: è Carlo, il quale non sa che la sua Elena è ora sposa di Andrea. Il giovane medico afferma che Andrea è stato avvelenato con arsenico. Paola lascia intendere che non può essere stata che Elena, l'unica che accudiva Andrea durante la sua convalescenza. Andrea si reca nelle stanze di Elena a cercare una prova di ciò che non vuole credere e trova la fatidica bottiglietta di arsenico, messa poco prima da Paola nella borsetta di Elena. Elena rientra a casa ed è stupita di vedere lì Carlo ed ignara di tutto. Andrea congeda il medico sfogando la sua rabbia sulla donna, che scappa di casa disperata. Paola ordina al fratello di ucciderla simulando un suicidio, ma Giannina ascolta casualmente la e va a riferire tutto al padrone, il quale corre subito con alcuni lavoratori della miniera a salvare l'amata proprio mentre Antonio sta per gettarla dal dirupo. Scoperto in flagrante Antonio tenta la fuga, ma è catturato dagli uomini di Andrea. Quest'ultimo rianima Elena chiedendole perdono e dandole quel bacio che segna, alla fine del film, l'inizio del loro grande amore.

## Produzione
Film ascrivibile al filone dei melodrammi sentimentali, comunemente detto strappalacrime (poi ribattezzato con il termine neorealismo d'appendice dalla critica) all'epoca molto in voga tra il pubblico italiano.

## Distribuzione
Fu distribuito nelle sale cinematografiche italiane il 21 agosto del 1954.